# Albert Leiterer
Albert Leiterer (* 8. Februar 1902 in Borna; † 3. Januar 1985 in Konstanz) war ein deutscher Jurist, SS-Obersturmbannführer, Leiter der Staatspolizei(leit)stelle Magdeburg, Mitarbeiter im Reichssicherheitshauptamt (RSHA) sowie Landrat der Kreise Heiligenstadt und Osterburg.

## Leben
Der Sohn eines Eisenbahninspektors besuchte von 1911 bis Ostern 1920 die Gymnasien in Altenburg und Zwickau. Nach einer von 1920 bis 1922 absolvierten Banklehre arbeitete er zunächst bei verschiedenen Geldinstituten. Parallel dazu studierte er seit dem Sommersemester 1922 Rechtswissenschaft und Volkswirtschaftslehre an der Universität Leipzig. Aus wirtschaftlichen Gründen musste er zwischen 1923 und 1926 für einige Semester das Studium unterbrechen, um sich das Geld für die Fortsetzung des Studiums zu verdienen. Im Juni 1927 legte er die Erste, im November 1930 die Zweite juristische Staatsprüfung ab. Vom September 1927 bis März 1936 arbeitete Leiterer als Referendar, Gerichts- und Regierungsassessor sowie Regierungsrat an verschiedenen Amtsgerichten oder Amtshauptmannschaften in Sachsen, seit 1934 auch im Polizeibereich. Seine Promotion zum Dr. jur. schloss er 1932 an der Universität Leipzig ab.
Zuvor war Leiterer zum 1. Mai 1931 in die NSDAP (Mitgliedsnummer 529.205), am 1. August 1931 in die SA und nach dem Austritt am 17. Dezember 1934 zwei Tage später in die SS (SS-Nummer 107.333) eingetreten. In letzterer wurde er 1936 zum Untersturmführer, 1937 zum Obersturmführer und 1938 zum Obersturmbannführer befördert. Mit seinem Übertritt vom inneren Verwaltungsdienst Sachsens zur Gestapo amtierte Leiterer von März 1936 bis September 1941 als Leiter der Staatspolizeistelle (ab Januar 1937 Staatspolizeileitstelle) Magdeburg. 
Leiterer gelang es, sich der Abkommandierung in eine Einsatzgruppe der Sicherheitspolizei und des SD in der Sowjetunion durch Versetzung in die innere Verwaltung zu entziehen. Am 21. August 1941 berief ihn das Reichsinnenministerium zum kommissarischen Landrat für den Kreis Heiligenstadt (Regierungsbezirk Erfurt). Bevor er die Stelle in Heiligenstadt endgültig erhielt, wurde Leiterer im Januar 1943 von der kommissarischen Verwaltung des Landratsamtes entbunden und kehrte mit Wirkung vom 1. Februar 1943 in den Geschäftsbereich der Sicherheitspolizei und des Sicherheitsdienstes zurück. Bis März 1944 arbeitete er im Amt I (Personal) des Reichssicherheitshauptamtes (RSHA). Anschließend ließ sich Leiterer erneut in die innere Verwaltung versetzen und kam wiederum zurück in die Provinz Sachsen, diesmal seit März 1944 als kommissarischer, ab November 1944 als endgültiger Landrat des Kreises Osterburg (Regierungsbezirk Magdeburg). 
Bei Kriegsende 1945 wurde Leiterer festgenommen und im britischen Internierungslager Staumühle bei Paderborn interniert. Mit Hilfe der Kirche gelang es ihm 1949, vom Bielefelder Spruchgericht von der Anklage der Zugehörigkeit zur Geheimen Staatspolizei (Gestapo) freigesprochen zu werden. Ehemalige Kameraden aus dem RSHA vermittelten ihm die Stelle als Justitiar in einer Diakonie-Anstalt in Mülheim an der Ruhr. Im Juli 1956 erfolgte in Schleswig seine Wiedereinstellung in den Justizdienst als Hilfsrichter, bevor ihn das Schleswig-Holsteinische Verwaltungsgericht ein Jahr später endgültig als Richter übernahm. 1964 ging er in Pension, bei seiner Ruhegehaltsberechnung wurden die Dienstjahre bei der Geheimen Staatspolizei mitgezählt.

## Werke
- Die Vollstreckbarkeit der Schiedssprüche, Dissertation, Leipzig 1932